# Edward Downes
Pour les articles homonymes, voir Downes.
Edward Thomas « Ted » Downes (né à Birmingham le 17 juin 1924, décédé le 10 juillet 2009 en Suisse) est un chef d'orchestre anglais, spécialisé dans l'opéra.
Il a été associé au Royal Opera House en 1952, et avec l'Opéra d'Australie à partir de 1970. Il était également bien connu pour sa longue collaboration avec l'Orchestre philharmonique de la BBC et pour avoir travaillé avec le Netherlands Radio Symphony. Dans le domaine de l'opéra, il était particulièrement connu comme un chef d'orchestre de Verdi.
Atteint d'un cancer du pancréas en phase terminale, lui et son épouse, Lady (Joan) Downes, ont eu recours au suicide assisté à la clinique Dignitas en Suisse le 10 juillet 2009, un acte qui a reçu une couverture médiatique importante.

## Jeunesse et éducation
Downes est né à Birmingham, en Angleterre, le 17 juin 1924, fils d'un caissier de banque. Il quitte l'école à l'âge de 14 ans, envoyé par son père pour gagner sa vie dans un magasin local de gaz.
Ayant appris le piano et le violon âgé de cinq ans, il a remporté une bourse d'études à l'âge de 16 ans à l'Université de Birmingham où il a étudié la littérature anglaise et la musique, et où il a commencé à jouer du cor anglais. La poursuite de sa formation a été aidée par une bourse Carnegie de deux ans à l'Université d'Aberdeen, qui lui a permis d'étudier avec Hermann Scherchen après des études de troisième cycle au Royal College of Music.
En 1955, il a épousé Joan Weston, une danseuse du Ballet Royal. Elle est ensuite devenue une chorégraphe et productrice de télévision. Ils ont eu deux enfants: un fils, Caractacus (né en décembre 1967), un musicien et ingénieur du son, et une fille, Boudicca (né en 1970), une productrice de vidéo.

## Carrière de chef d'orchestre
Sa longue et fructueuse association comme chef d'orchestre avec le Royal Opera House, Covent Garden, a commencé en 1952 avec sa nomination comme assistant de Rafael Kubelik. Son premier travail a commencé avec Maria Callas. Il est resté un membre de la société pendant 17 ans avant de retourner par la suite chaque année en tant que chef invité, avant d'assumer le poste de directeur musical associé en 1991. Downes a dirigé au moins 950 représentations de 49 opéras à Covent Garden.
Par ailleurs, il est devenu directeur musical de l'Opéra d'Australie en 1970, conduisant lors de la première représentation à l'Opéra de Sydney en 1973  (la première australienne de Guerre et paix de Sergei Prokofiev). Il a été chef principal de l'Orchestre symphonique de la radio néerlandaise (en) jusqu'en 1983. Bien que Downes ait travaillé avec de nombreux orchestres symphoniques du monde, il avait une relation particulière avec l'Orchestre philharmonique de la BBC (anciennement le BBC Symphony Orchestra Nord), dirigeant en tant que chef invité, puis comme chef principal  et enfin en tant que chef émérite.

## Répertoire
Edward Downes était connu pour sa défense de la musique britannique, de celle de Sergueï Prokofiev et de Giuseppe Verdi. Il a défendu les symphonies de George Lloyd et créé des œuvres de Peter Maxwell Davies et de Malcolm Arnold. Sa passion pour Prokofiev s'est manifestée par des interprétations d'œuvres connues et moins connues du compositeur russe à travers le monde. Il a dirigé la première britannique de Guerre et paix dans un concert à l'Hôtel de ville de Leeds en 1967. En 1979, il a terminé l'orchestration d'un opéra en un acte de Prokofiev, Maddalena, et il a effectué son premier enregistrement en 1979 et sa mise en scène en première mondiale en 1981.
La première expérience de Downes avec la musique de Verdi date de 1953 quand Rafael Kubelik s'est arrêté de diriger Otello au Covent Garden. Downes a alors dirigé cet opéra sans répétition. Il se sentait en terrain connu, puis il est devenu le champion du renouveau de Verdi en Angleterre. Il a dirigé 25 des 28 opéras de Verdi, et a conçu l'idée de les interpréter intégralement pour le centenaire en 2001 de la mort du compositeur.
Downes a exprimé une fois le regret de n'avoir jamais conduit Alzira, Un giorno di regno et surtout, Les Vêpres siciliennes.